# Evan Reed
Evan Reed (né le 31 décembre 1985 à Santa Maria, Californie, États-Unis) est un lanceur droitier de baseball.
Il évolue dans la Ligue majeure de baseball comme lanceur de relève en 2013 et 2014 pour les Tigers de Détroit.

## Carrière
Evan Reed est un choix de troisième ronde des Rangers du Texas en 2007 alors qu'il joue au baseball pour les Mustangs de l'Université d'État polytechnique de Californie. Le 29 juillet 2010, les Rangers échangent Reed et un autre lanceur de ligues mineures, Omar Poveda, aux Marlins de la Floride contre le joueur d'avant-champ Jorge Cantú. Reed poursuit son apprentissage dans les mineures dans l'organisation des Marlins et est perdu au ballottage le 3 avril 2013 au profit des Tigers de Détroit. C'est avec les Tigers que le droitier fait ses débuts dans le baseball majeur le 16 mai 2013 à l'âge de 27 ans, face aux Rangers du Texas.
Reed apparaît dans 16 matchs des Tigers en 2013, puis 32 en 2014. En 48 matchs joués au total dans les majeures et 55 manches et deux tiers lancées, sa moyenne de points mérités se chiffre à 4,20 avec 43 retraits sur des prises. Il n'a aucune victoire contre deux défaites. 